# Oxytropis chesneyoides
Oxytropis chesneyoides är en ärtväxtart som beskrevs av Nikolai Fedorovich Gontscharow. Oxytropis chesneyoides ingår i släktet klovedlar, och familjen ärtväxter. Inga underarter finns listade i Catalogue of Life.